# 目标与关键结果
目标与关键结果（英语：Objectives and key results，OKR），是一套明确和跟踪目标及其完成情况的管理工具和方法。

## 概述
OKR包含一个目标（一个明确定义的目标）和3至5个关键结果（用于跟踪该目标实现情况的特定措施）。OKR的目标是定义如何通过具体和可衡量的行动来实现目标。关键结果的度量单位可以是0–100%，或任何数字单位（例如美元金额、％、项目数等）。
由英特尔公司创始人安迪·葛洛夫（Andy Grove）发明,由约翰·道尔（John Doerr）引入到谷歌使用，1999年OKR在谷歌发扬光大，並在Facebook、LinkedIn等企业广泛使用。